# Francisco González de Prada
Francisco González de Prada y Marrón de Lombera (Lima, 6 de enero de 1815 - Lima, 17 de junio de 1863) fue un abogado, juez y magistrado peruano-boliviano. Desempeñó varios cargos públicos, entre ellos el de vocal de la Corte Superior de Justicia de Lima (1851) y el de alcalde de Lima (1857 -1858). Fue padre del célebre escritor Manuel González Prada.

## Biografía
Sus padres fueron Joseph González de Prada y Falcón Calvo, y Nicolasa Marrón de Lombera y González de Quiroga. Su padre fue un español que llegó a América como Contador de las Cajas Reales de Salta y Visitador de las de Buenos Aires, Oruro y Carangas en el Virreinato del Río de la Plata; luego fue sucesivamente Intendente de Cochabamba, contador mayor del Tribunal de Cuentas de Lima e Intendente de Tarma, donde enfrentó la revolución de Juan José Crespo y Castillo en 1812. Su madre pertenecía a una familia prestigiada de Cochabamba, dueña de los obrajes de Paria y Oruro, así como diversas minas y haciendas.
Francisco, nacido en Lima, según algunos historiadores (aunque nunca se encontró su partida de bautismo, y se tejieron muchas hipótesis, entre ellas que pudo nacer en la aristocrática ciudad de Tarma, recinto de antiguos españoles de la colonia), se trasladó con su familia a Cochabamba, en la actual Bolivia. Obtuvo despacho y sueldo de teniente en atención a los servicios de su abuelo materno, el brigadier del ejército español Jerónimo Marrón de Lombera. Se educó en la Universidad Mayor Real y Pontificia San Francisco Xavier de Chuquisaca y pasó a Arequipa en 1838 con su hermano político, el ministro Miguel María de Aguirre. Allí contrajo matrimonio con Josefa Álvarez de Ulloa, y ejerció en esa ciudad y después en la de Lima diversos cargos públicos: Juez de Primera Instancia en Arequipa, Miembro del Consejo de Estado del Perú, Vocal de la Corte Superior de Justicia de Lima (1851), Fiscal del Tribunal de los Siete Jueces del Perú (Alta Cámara de Apelación y Casación Judicial, 1852), Director de la Sociedad de Beneficencia Pública de Lima y alcalde del Concejo Provincial de Lima (1857-1858).
Falleció a la edad de 48 años y fue enterrado en la Iglesia del Convento de Santo Domingo de Lima.
Dejó cuatro hijos, uno de los cuales fue el célebre escritor y pensador Manuel González Prada. Un hermano suyo, Vicente González de Prada, sirvió en el ejército español hasta la batalla de Ayacucho, y después en el ejército boliviano.

## Alcalde de Lima
Mención aparte merece su paso por la alcaldía limeña, cuyo único mérito consiste en haber sido el primer alcalde del Concejo Provincial de Lima tras la restitución de las municipalidades según lo estipulado en la Constitución liberal de 1856. Gobernaba entonces el mariscal Ramón Castilla. El ayuntamiento de Lima volvió a funcionar en 1857 tras 16 años de receso, dejando de lado la antigua organización colonial de dos alcaldes ordinarios nombrados anualmente. Desde entonces rige un alcalde titular, acompañado por un teniente alcalde.
Francisco González de Prada asumió la alcaldía de Lima el 15 de mayo de 1857, acompañado por el señor Felipe Barreda como teniente alcalde. En 1858 continuó en el cargo, pero por haberse ausentado junto con su teniente alcalde fue reemplazado interinamente por Miguel Pardo Iraola. Finalmente, ese mismo año renunció, ocupando interinamente la alcaldía Juan José Moreyra, hasta el 3 de noviembre del mismo año, en que, habiéndose realizado las correspondientes elecciones, fue elegido como alcalde Julián de Zaracondegui y como teniente alcalde Miguel Pardo. 
| Predecesor: Restitución de las Municipalidades, luego de 16 años de suspensión | Alcalde Metropolitano de Lima 1857 – 1858 | Sucesor: Julián de Zaracondegui |